# Brachistosternus mattonii
Espèce
Brachistosternus mattonii est une espèce de scorpions de la famille des Bothriuridae.

## Distribution
Cette espèce est endémique de la région d'Antofagasta au Chili.

## Description
Le mâle holotype mesure 54,46 mm et la femelle paratype 52,92 mm, les mâles mesurent de 49 à 58 mm.

## Étymologie
Cette espèce est nommée en l'honneur de Camilo Iván Mattoni.

## Publication originale
- Ojanguren Affilastro, 2005 : Notes on the genus Brachistosternus  (Scorpiones, Bothriuridae) in Chile, with the description of two new species. The Journal of Arachnology, vol. 33, no 1, p. 175–192 (texte intégral).